# Lepidiota pentaphylla
Lepidiota pentaphylla är en skalbaggsart som beskrevs av Moser 1913. Lepidiota pentaphylla ingår i släktet Lepidiota och familjen Melolonthidae. Inga underarter finns listade i Catalogue of Life.